# Pardodes woodlarkensis
Pardodes woodlarkensis är en fjärilsart som beskrevs av Louis Beethoven Prout 1923. Pardodes woodlarkensis ingår i släktet Pardodes och familjen mätare. Inga underarter finns listade i Catalogue of Life.